# Шумеро-аккадська міфологія

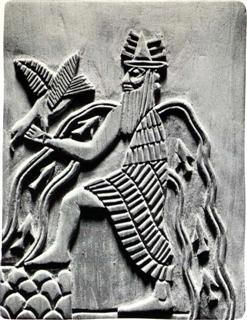
Бог Енкі (Еа)

Шумеро-аккадська міфологія — міфологія Стародавнього Межиріччя, насамперед шумерів, котрі прийшли з півночі й завоювали Межиріччя, та аккадів, котрі у свою чергу захопили владу у шумерських містах за часів Саргона. Попри певний симбіоз культурно два народи різнилися між собою. Населення краю спілкувалося несемітською шумерською, і суржиком семітсько-шумерської — аккадською мовами. Саме у шумерській міфології виникли перші соціальні і релігійні (міфологічні) концепції та виклади, у тому числі згадка про Всесвітній потоп, котрі пізніше частково перейняли інші народи.

## Регіонально культурні різновиди
- Шумерська міфологія - міфічні уявлення шумеромовного населення Межиріччя, зафіксовані в джерелах зазначеною мовою. Включала найдавніший (у тому числі дошумерський?) пласт вірувань мешканців Нижнього Межиріччя, міфологію південних «номів» раньодинастичного часу, міфологію шумерського населення Аккадського царства і Держави III династії Ура. Єдність шумерської міфології умовно: кожне місто-держава мала свій пантеон, власну генеалогію найважливіших богів і місцеві варіанти міфів.
- Аккадська міфологія  - міфічні уявлення аккадців до кінця III тис. до н. е. Її витоки - в найдавніших семітських віруваннях; проте відносно рано ці уявлення зазнали сильного впливу шумерської культури; з цієї причини власне аккадська міфологія реконструюється важко. У широкому сенсі, під цим терміном розуміється міфологія усього аккадомовного населення Стародавнього Межиріччя, зокрема вавилонян і стародавніх ассирійців.
- Вавилонська міфологія - міфічні уявлення аккадомовного населення Вавилонського царства, а згодом - усієї області Нижнього Межиріччя, відомої в античних джерелах під ім'ям «Вавилон».
- Ассирійська міфологія - міфічні уявлення аккадомовного населення Північного Межиріччя, в першу чергу мешканців верхів'їв Тигра, де розташовувалася історична область Ассирія.
- міфологія окремих міст-держав - міфічні уявлення населення деяких номів Стародавнього Межиріччя, що не входять ні в одну з чотирьох груп, наприклад міста держави Марі.

У даній статті не зачіпаються міфічні уявлення населення Стародавнього Межиріччя, які говорили іншими мовами; для них див. статті: хурритська міфологія, західносемітська міфологія та ін.

## Пантеон

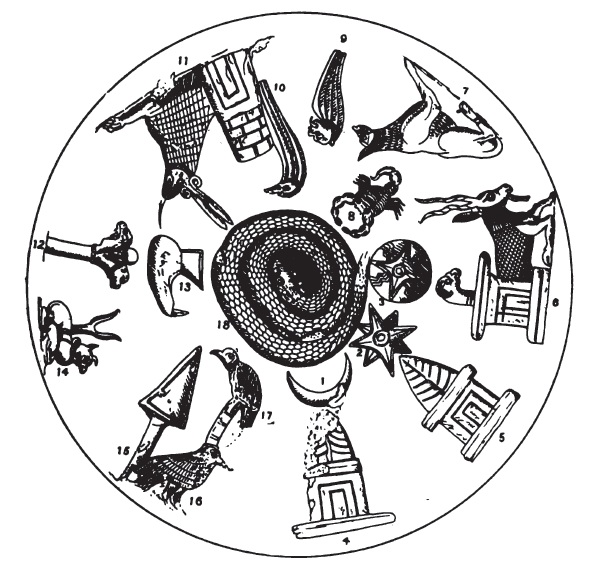
Символи божеств з кудурру Мардук-апла-іддина I: 1 — Сін, 2 — Іштарр, 3 — Шамаш, 4 — Ану, 5 — Енліль, 6 — Енкі (Еа), 7 — Нінкарраг (Гула), 8 — Ішхара, 9 — Нерґал, 10 — Забаба, 11 — Набу, 12 — Нінурта, 13 — Нуску, 14 — Адад, 15 — Мардук, 16 — Бау, 17 — Шукамуна (касситське божество), 18 — Іштаран.

- Ану — бог неба
- Енліль — бог повітря
- Енкі — бог води
- Ерешкігаль — богиня потойбіччя
- Інанна — богиня війни та сексуальних задоволень
- Намму — Першоматір. Її уособленням було Первісне море, що породило Ан (небо), Кі (землю) та перших божеств. Згодом фактично ототожнилась з Тіамат
- Нінхурсаг — богиня землі
- Нанна — бог місяця
- Нінгаль — дружина Нанни, провидиця
- Нінліль — дружина Енліля
- Нінурта — бог війни та перемоги
- Уту — бог сонця

Найважливіші боги шанувалися в переважній більшості міст; їхні культи сягають корінням у найдавніші етапи месопотамської історії.